# Radoviš
Radoviš (in macedone Радовиш?) è un comune posizionato nella parte sud-orientale della Macedonia del Nord. È la seconda città più grande della regione sud-orientale. La città è la sede del Comune di Radoviš, che si sviluppa sul fondo della montagna Plačkovica e la parte settentrionale della valle Strumica. La strada principale M6 Štip-Radoviš-Strumica è tangenzialmente immessa sul Comune di Radoviš. Questa strada è una delle principali vie di comunicazione con altre parti del paese.

## Società

### Evoluzione demografica
In base al censimento del 2002, la popolazione della città di Radoviš è di 16 233 abitanti.
La struttura etnica della popolazione che vive in città è:
- Macedoni: 13 991 (86,24%)
- Turchi: 1 927
- Rom: 181
- Serbi: 60
- Valacchi: 20
- Albanesi: 1
- Altri: 42

## Amministrazione

### Gemellaggi
- Drjanovo
- Teteven
- Belišće
- Vaslui, dal 2015
- Zaprudnya
- Velika Plana
- Aliağa
- Çınarcık
- Ergene
- Selçuk
- Taşköprü
- Yalova
- Kamianets-Podilskyi
- Contursi Terme[1]

## Località
Il comune è formato dall'insieme delle seguenti località:
- Radoviš (sede comunale)
- Ali Koč
- Bučim
- Voislavci
- Damjan
- Inevo
- Kalauzlija
- Kozbunar
- Kodzhalija
- Oraovica
- Pogulevo
- Prnalija
- Rališ
- Suldurci
- Supurge
- Topolnica
- Šipkovica
- Šturovo
- Ali Lobasi
- Držani
- Durutlija
- Karalobosi
- Karadzharal
- Kjoselija
- Sarigjol
- Hudaverlija
- Češme Maale
- Novo Selo
- Šaintaš
- Kalugjerica
- Papavnica
- Lubnica
- Skoruša
- Zagorci
- Garvan
- Gabrevci
- Rakitec
- Gorni Lipovik
- Dolni Lipovik
- Dedino
- Negrenovci
- Gorna Vraštica
- Dolna Vraštica
- Dolni Radeš
- Jargulica
- Pokrajčevo
- Zleovo
- Smilanci